# متئو مسینا
مَتئو مسینا (انگلیسی: Mateo Messina؛ زادهٔ ۱۹۷۲ (۵۲–۵۳ سال)) موسیقی‌دان و آهنگساز اهل ایالات متحده آمریکا است. وی تنظیم یکی از آهنگ‌های فیلم  اوسیج کانتی با آهنگسازی گوستابو سانتائولایا را به عهده داشت.
از فیلم‌ها یا مجموعه‌های تلویزیونی که وی در آن‌ها نقش داشته است، می‌توان به بی‌خیالش، جونو و کره اشاره نمود.